# Parque Nacional de Endau Rompin
Parque Nacional de Endau Rompin é um parque nacional localizado na província de Johor, Malásia. Possui uma área total de 870 km². É o segundo maior parque nacional da Malásia, atrás apenas do Parque Nacional Taman Negara.